# Głowica szybu

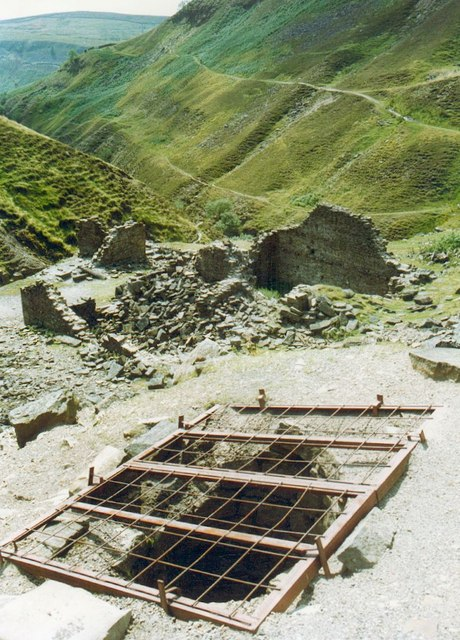
Nieczynny szyb w Wielkiej Brytanii

Głowica szybu – przypowierzchniowy odcinek szybu, dostosowany do spełniania określonych zadań, w którym znajdują się kanały wentylacyjne i podsadzkowe.